# Antonio Cubillo
Antonio Cubillo, né le 3 juin 1930 à San Cristóbal de La Laguna et mort le 10 décembre 2012 à Santa Cruz de Tenerife, était un avocat, politique et militant qualifié de terroriste, et le fondateur du Movimiento por la Autodeterminación e Independencia del Archipiélago Canario (Mouvement pour l'autodétermination et l'indépendance de l'Archipel des Canaries) en 1963, après s'être exilé des Îles Canaries à cause de son activisme, en tant qu'avocat, contre le régime franquiste de l'époque.

## Biographie
Ce mouvement politique (MPAIAC) avec base à Alger commence une campagne militante contre la domination espagnole dans les années 1970 avec le soutien de l'Algérie, puis plus tard de l'OUA (Organisation de l'Unité africaine). En mars 1977, à la suite d'un attentat à la bombe dans l'aéroport de Las Palmas qui fait 1 blessé grave, le MPAIAC est indirectement responsable de la catastrophe aérienne de Ténérife, le plus grave accident aérien de l'histoire, un aéroport dépourvu d'infrastructure adéquat ayant alors été désigné pour détourner plusieurs vols à la suite de l'attentat, causant une collision au sol entre deux avions de ligne gros porteurs qui fait 583 morts.
L'incroyable succès politique d'Antonio Cubillo lui permit d'avoir à présenter le cas des Îles Canaries devant l'ONU en 1978. À la veille du voyage à New York pour l'ONU, le 5 avril 1978, Cubillo est victime d'une tentative d'assassinat lié aux forces de sécurité du ministère espagnol de l'Intérieur. Poignardé, il restera en partie paralysé. Après la dissolution du groupe en 1982 (à la suite de la création de la Communauté autonome des îles Canaries), il obtient un pardon royal et retourne en Espagne. Il a également fondé en 1985, le « Congrès national des Canaries ».
En 2003, la Cour suprême a ordonné au ministère espagnol de l'Intérieur de verser une indemnité de 150 000 euros pour Antonio Cubillo en raison des dommages qu'il a subi lors de l'attentat de 1978 en Algérie, et depuis 2007, Antonio Cubillo travaillait sur la publication d'un projet de constitution de la République Fédérale des Canaries dans le journal Tenerife Canaria. Entre autres choses, il a appelé à l’officialisation de la langue tamazight comme le castillan, Cubillo était un ami intime de Mouloud Mammeri.